# Stopplaats Eefde (wp19)
Stopplaats Eefde is een voormalige halte aan Staatslijn A tussen Arnhem en Leeuwarden. Deze stopplaats van Eefde lag tussen de huidige stations van Zutphen en Deventer, bij wachtpost 19.
De halte lag bij de overgang van de Zutphenseweg.
Stopplaats Eefde was in gebruik van 1890 tot 16 december 1918 en van 1 juli 1920 tot 22 mei 1932.